# 甲浦港
甲浦港（かんのうらこう）は、高知県安芸郡東洋町にある地方港湾。港湾管理者は高知県。港則法の適用港である。

## 概要
高知県の東端部にある港湾で太平洋に面している。
2015年度の発着数は2,432隻（37,278総トン）である。

## 航路
1950年代から室戸汽船が大阪への航路を運航していた。1975年に神戸港発着に変更してフェリー化、1995年には阪神・淡路大震災の影響により再び大阪港発着となった。1997年、明石海峡大橋架橋を控え、旅客減と原油価格高騰の影響を受け航路休止が検討されたが、第三セクターの新会社高知シーラインを設立して航路存続が図られた。1998年4月から高知シーラインが航路を継承したが、1999年7月に「フェリーむろと (3代)」が当港で座礁事故を起こした影響もあり、2001年12月9日に航路休止となった。
その後、大阪 - 高知航路を運航していた大阪高知特急フェリーが、2004年8月より隔日で寄港を開始したが、こちらも経営破綻により、2005年6月30日に航路休止となり、当港を発着する定期旅客航路は消滅した。

### 室戸汽船・室戸シーライン
- 神戸港（東神戸フェリーセンター） - 甲浦港（1975年7月 - 1982年12月）
- 神戸港（東神戸フェリーセンター） - 甲浦港 - あしずり港（1982年12月 - 1995年1月）
- 大阪南港 - 甲浦港 - あしずり港（1995年1月 - 2001年12月）

1998年4月以降は高知シーラインが運航、2001年12月9日に航路休止。その後、航路廃止となる。

### 大阪高知特急フェリー
- 大阪南港 - 甲浦港 - 高知港

1日1往復を運航していたが、当港は隔日で寄港となっていた。
2004年8月28日より隔日で寄港を開始したが、2005年6月30日に運航を休止、その後、新会社の設立による単独での航路再開は断念されたため、航路廃止となった。